# Björn Håkanson
För sångtextförfattaren, se Björn Håkanson (textförfattare)
Björn Håkanson, född 6 december 1937 i Linköping, är en svensk författare.
Håkanson var recensent i Aftonbladet 1963–1965, redaktör för tidskriften Rondo 1962–1965 och kulturjournalist i Aftonbladet fram till 1986. Han startade den livliga så kallade trolöshetsdebatten med artikeln Till trolöshetens lov 1963.

## Priser och utmärkelser
- 1965 – Litteraturfrämjandets stipendiat
- 1965 – Albert Bonniers stipendiefond för yngre och nyare författare
- 1967 – Aftonbladets litteraturpris
- 1992 – De Nios Vinterpris